# Leuwidingding
Leuwidingding is een bestuurslaag in het regentschap Cirebon van de provincie West-Java, Indonesië. Leuwidingding telt 2512 inwoners (volkstelling 2010).